# Municipio de Mantua
Municipio de Mantua är en kommun i Kuba. Den ligger i provinsen Provincia de Pinar del Río, i den västra delen av landet, 220 km väster om huvudstaden Havanna. Antalet invånare är 26 065. Arean är 915 kvadratkilometer.
Terrängen i Municipio de Mantua är lite kuperad.